# Giana Sisters: Twisted Dreams
Giana Sisters: Twisted Dreams es un juego de plataformas desarrollado por Black Forest Games para Microsoft Windows. Es el sucesor del título de Commodore 64 The Great Giana Sisters de 1987 y la secuela de la nueva versión de 2009 de Giana Sisters DS. El juego fue financiado a través del sitio web de micromecenazgo Kickstarter, alcanzando su meta de USD150.000.
Además del lanzamiento de Windows, se ha lanzado un port de consola en Xbox Live Arcade, PlayStation Network y el servicio de descarga de Nintendo eShop para Wii U. Se prometió compatibilidad con Mac y Linux después del lanzamiento del Humble Indie Bundle el 11 en febrero de 2014, pero aún no se ha lanzado. HandyGames, una subsidiaria de THQ Nordic, lanzó el juego en Nintendo Switch.

## Jugabilidad
El juego consiste en un plataformas 2.5D, el que Giana debe recolectar cristales y sortear diversos obstáculos. La peculiaridad de este juego es cambiar de forma (entre «linda» y «punk»), junto con cambiar el escenario y los requisitos para avanzar exitosamente (como la ubicación de los cristales).[cita requerida]

## Trama
María es secuestrada en el Mundo de los sueños, donde el malvado dragón Gurglewocky mantiene a su prisionera. Depende de su hermana, Giana, que se ha convertido en una adolescente en el tiempo desde la última entrada de la serie, para ingresar al Mundo de los sueños y rescatarla. Debido a que ella se encuentra en una etapa de su vida que trata de la transformación, ha aprendido a manipular sus sueños. Ella debe usar esta habilidad recientemente desarrollada para saltar entre los sueños y transformarse en una persona «Linda» y «Punk» para lidiar con su conflicto interno y su miedo mientras busca a su hermana. Como en el pasado, Giana puede recoger cristales para obtener puntos y descubrir secretos.

## Desarrollo
Después del desarrollo de Giana Sisters DS en 2009, Spellbound Entertainment quebró y Armin Gessert murió. Poco después de la disolución de la compañía, Black Forest Games fue fundada por los miembros clave y la gerencia de Spellbound. El desarrollador de juegos recientemente establecido decidió moverse por su cuenta y se hizo cargo de todos los activos de Spellbound, incluida la propiedad intelectual. En total, 40 del antiguo equipo de Spellbound de 65 miembros lo siguieron y se convirtieron en parte de los Juegos de Black Forest Games. Si bien Black Forest Games se formó para desarrollar juegos de rol y estrategia para Windows, PlayStation 3 y Xbox 360, su mayor deseo era desarrollar un nuevo título de Giana Sisters.
Comenzando la producción a principios de 2011, Black Forest Games inicialmente estaba comprando el juego a varios editores, las condiciones puestas en el desarrollador para que el juego viera un lanzamiento se consideraron desfavorables y requirieron que se eliminara una gran cantidad de contenido. El equipo recién ensamblado estaba ansioso por romper con la percepción pública de que la franquicia solo se conoce como copy-cat de Super Mario Bros., y buscó cambiarla creando un juego de plataformas moderno y único con valores de alta producción y una mecánica de juego original. Uno de los aspectos más importantes de las primeras Giana Sisters fue la capacidad de transformarse en una variación «punk» al recoger el objeto bolla, y esto se convirtió en la base del Proyecto Giana.
Sobre la base del concepto de la propia transformación de Giana, el equipo comenzó a dibujar un concepto para que Giana tenga la capacidad de cambiar el mundo que la rodea, además de ella misma. y se hicieron varios prototipos para probar la transformación del medio ambiente, los enemigos y las habilidades de Giana. El concepto se consideró un éxito, y Black Forest Games comenzó a enfocar el juego para hacer uso de un sistema de transformación sin interrupciones que está controlado por el propio jugador. El motor fue construido completamente desde cero para proporcionar un interruptor controlado por el jugador que afecte a todo el paisaje, así como el audio del juego que tiene dos sonidos claramente diferentes dependiendo de qué mundo de ensueño se está reproduciendo.
A Giana se le dieron dos personajes, una Giana linda y una Giana punk. La Giana linda tiene la capacidad de girar y deslizarse por el aire para recorrer grandes distancias y evitar el peligro, lo que significa su compostura y gracia. Giana linda habita el mundo de la Pesadilla. Giana punk puede usar un ataque agresivo que le permite atacar a los enemigos y rebotar en ellos o en las paredes para llegar a nuevas ubicaciones. Giana punk habita el mundo de los sueños normales. En cualquier momento, el jugador puede cambiar entre las dos formas para hacer uso de sus habilidades, que a su vez también cambiará el diseño del sueño en consecuencia.
Si bien el título de Nintendo DS utilizó un diseño artístico muy estilizado basado en las ilustraciones del ilustrador alemán Alex «Pikomi» Pierschel, un juego estrictamente basado en 2D se consideró desfavorable con el cambio mecánico y, por lo tanto, requería un diseño más moderno, modelado en 3D. El juego se juega en un plano 2D con modelos y objetos 3D.
A pesar de estar relativamente lejos del desarrollo, la compañía contempló dejar el juego indefinidamente para financiar el juego ellos mismos a través de las ganancias acumuladas de otros futuros lanzamientos de juegos. Sin embargo, debido al éxito de Kickstarter en la primavera de 2012, la compañía decidió reactivar el proyecto y ayudar al desarrollo mediante financiación colectiva, estableciendo el objetivo en USD150.000. La campaña de Kickstarter se lanzó el 30 de julio de 2012.
Junto con la recaudación de fondos, se anunció el eventual apoyo de XBLA y PSN. Los objetivos estrictos del juego mencionaron que el Proyecto Giana vería un lanzamiento básico de 16 niveles a USD150.000 y un lanzamiento completo de la versión 20 a USD200.000. En el caso de que la recaudación de fondos fuera más allá de la meta establecida, el apoyo de OUYA también se mencionó en USD300.000.
Se ofreció una demostración jugable a la prensa el 20 de agosto de 2012. La demostración contenía un nivel jugable que muestra las características únicas del juego. Una demostración pública siguió poco después y fue lanzada en la página de Kickstarter.
La recaudación de fondos alcanzó su meta el 29 de agosto de 2012, 3 días antes de su último día. Se acumularon un total de USD186.159 en el sitio oficial de Kickstarter, y llegaron a USD190.000 cuando se agregaron las promesas de PayPal. Se llevó a cabo una transmisión en vivo para celebrar el éxito, transmitiendo en vivo desde las oficinas de los Juegos de Black Forest Games, presentando entrevistas con el propio equipo y también con Chris Hülsbeck a través de Skype.
El 30 de agosto de 2012, el Proyecto Giana fue uno de los primeros títulos que se presentaron en el programa Steam Greenlight de Valve, lo que permitió a su comunidad calificar los juegos que les gustaría ver en el servicio de descarga de Steam. El 15 de octubre de 2012, se encendió en verde para su lanzamiento en Steam.
Los fanáticos fueron invitados a votar por su título preferido para ser usado cuando se lance el juego. Las tres opciones fueron Twisted Dreams, Giana's Twisted Dream y Project Giana . El 21 de septiembre de 2012, el nombre del juego fue revelado como Giana Sisters: Twisted Dreams.

### Música
Giana Sisters: Twisted Dreams regresa con el compositor de Great Giana Sisters original, Chris Hülsbeck, junto con la banda sueca de heavy metal Machinae Supremacy y Fabian Del Priore, que también trabajó en Giana Sisters DS.
La música es una de las características clave de Giana Sisters: Twisted Dreams, que fluye a la perfección entre las composiciones originales de Hülsbeck y los arreglos de Del Priore en la interpretación de la banda sonora de heavy metal de Machinae Supremacy. Esto se logra al tener ambas pistas de sonido en capas y reproducidas al mismo tiempo, y cambiar cuando se presiona el botón de interruptor.
Se ofreció un lanzamiento de la banda sonora de un CD como recompensa en el Proyecto Kickstarter de Giana.

### Kickstarter
La campaña de Kickstarter se lanzó el 30 de julio de 2012. Junto con el anuncio, se distribuyó un video de juego narrado por la propia mascota de la compañía.
En total, se pusieron a disposición 19 recompensas, que van desde el punto de precio de USD10 por una copia descargable del juego hasta USD10.000 por una nueva copia de la extremadamente rara versión Atari-ST del juego original de 1987. Entre las recompensas también se encontraban las copias digitales y físicas descargables de un libro de arte de Alex «Pikomi» Pierschel basado en la franquicia de Giana Sisters, los CD de la banda sonora y los peluches de búhos.
La campaña de Kickstarter alcanzó su meta establecida el 29 de agosto de 2012.

## Lanzamiento
Giana Sisters: Twisted Dreams se lanzó en formato digital el 23 de octubre de 2012 en Windows. El contenido del DLC titulado «Giana Sisters: Twisted Dreams - Rise of the Owlverlord» se lanzó el 26 de septiembre de 2013 para Windows. Los que respaldaron la campaña original de Kickstarter pudieron descargar el contenido de forma gratuita. Rise of the Owlverlord también se puede comprar por sí mismo, como un juego independiente. 
Un «Director's Cut» físico (lanzado en algunas regiones como «Directowl's Cut») se lanzó para Wii U el 29 de octubre de 2015 y luego en la PlayStation 4 el 4 de marzo de 2016. Incluía el juego junto con Rise of the Owlverlord. 

## Recepción
La prensa se mostró favorable frente a Project Giana. John Walker de Rock, Paper, Shotgun comentó que el juego «se ve absolutamente hermoso. Es un juego de plataformas en el que puedes controlar no solo al personaje principal, sino también al estado de ánimo del mundo en el que te encuentras». Audun Sorlie en Destructoid señaló que «el Proyecto Giana es verdaderamente un trabajo de Euro Love», y que «el juego parece estar convirtiéndose en lo que podría ser uno de los juegos de plataformas más únicos y originales en varios años». Dustin Steiner, de Gamezone, señaló que «los controles en particular estaban muy pulidos, lo que hace que el juego sea una cuestión de habilidad personal con el motor, a diferencia de otros plataformas que hemos visto en los últimos años».
Giana Sisters: Twisted Dreams recibió críticas generalmente favorables de los críticos en su lanzamiento, con una puntuación de 77/100 en Metacritic.  